# Eburia mutica
Eburia mutica là một loài bọ cánh cứng trong họ Cerambycidae.